# Valentina (tecknad serie)
Valentina (original Valentina) är en tecknad serie av italienaren Guido Crepax. Den gjorde sin debut 1965 och publicerades fram till 1993. Serien är en erotisk vuxenserie med litterära ambitioner och surrealistiska inslag. Titelfiguren är en italiensk kvinnlig fotograf, och historierna om henne har beskrivits som en utvecklingsroman. Valentina har bearbetats till en långfilm (1973) och en TV-serie (1989).

## Beskrivning
Valentina är en erotisk tecknad serie. Men den har också beskrivits som en utvecklingsroman. Valentina presenteras som Valentina Rosselli, född 25 december 1942 i Milano. Enligt en i serien publicerad ID-handling bor hon på Via De Amicis n.45. Hon arbetar som fotograf, är 172 cm lång och har svart hår. Utifrån dessa förutsättning skapade Crepax historier om en ung yrkeskvinna och hennes inre och yttre utveckling, med hennes sexualitet som framträdande men inte enda drag. Under de 20 åren fram till den första svenska bokutgåvan (1985 års Valentinas dagbok) presenterades Valentina Rosselli i drygt 30 olika berättelser, där hon hann med att föda ett barn, avverka en sambo och både verkliga och – från seriens horisont – påhittade äventyr.
Vissa av Valentinas påhittade äventyr utspelades i rymden eller i det revolutionära Ryssland. Valentina är – liksom hennes skapare Guido Crepax var det – trotskist, och i Ryssland är Valentina ett vanligt kvinnligt förnamn (inklusive hos kosmonauten Valentina Teresjkova).
Valentinas äventyr beskrivs i regel utifrån ett sexuellt perspektiv, som en följd av eller ingående i hennes drömmar (mardrömmar). Drömmarna har ofta sado-masochistiska inslag eller prägel och utspelar sig i företrädesvis i olika historiska miljöer.

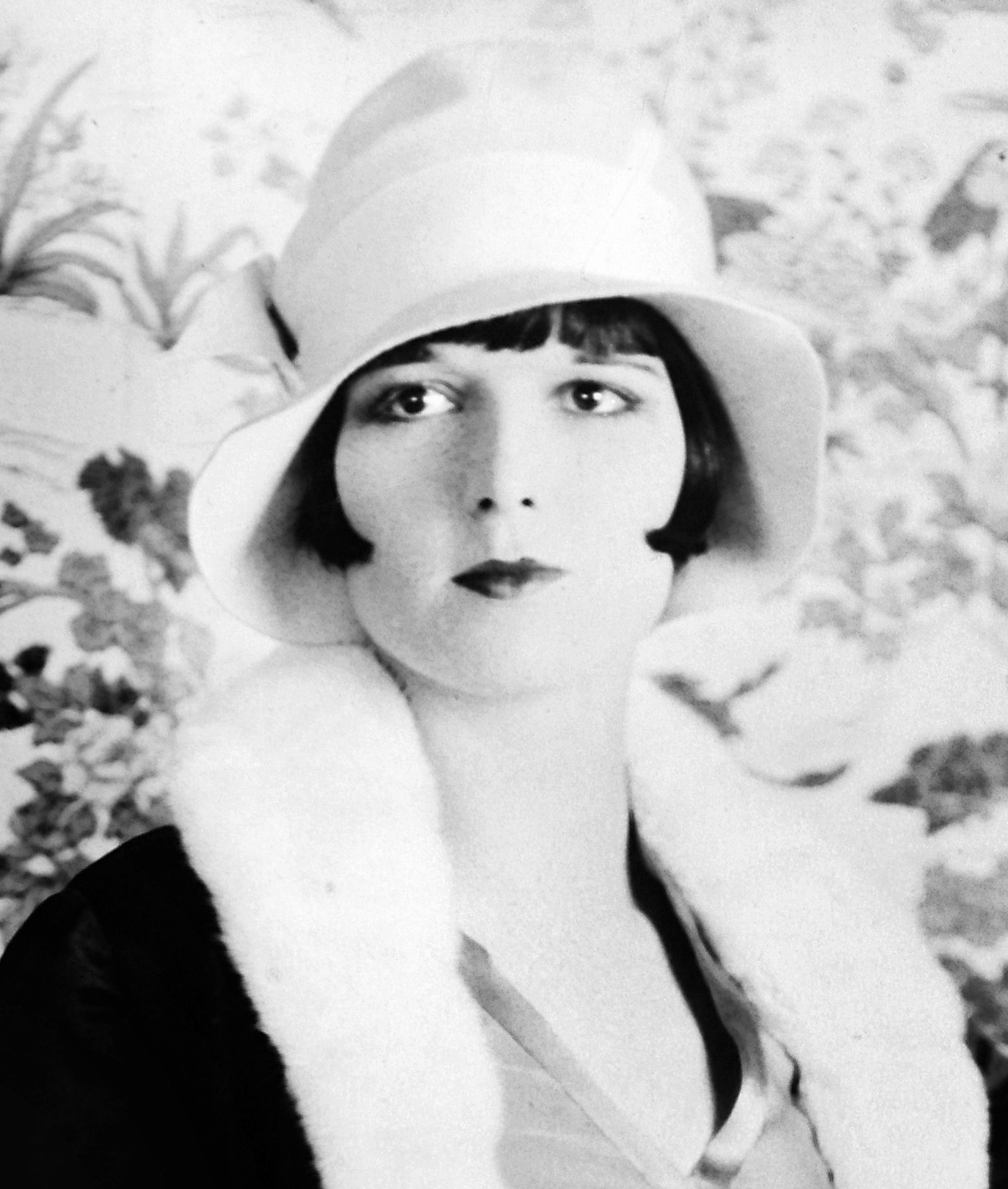
Louise Brooks (1906–85) var den visuella förebilden till Crepax seriefigur Valentina.

Under årens lopp åldrades Valentina i serien, och under 1980-talet presenterades vissa episoder där hon befann sig i en djup fyrtioårskris. Denna var förorsakad av separationen från sambon Philip och parets gemensamma son Mattia (född 1971, även kallad Matteo). Philip skulle 1982 komma att avlida som offer till ett attentat.

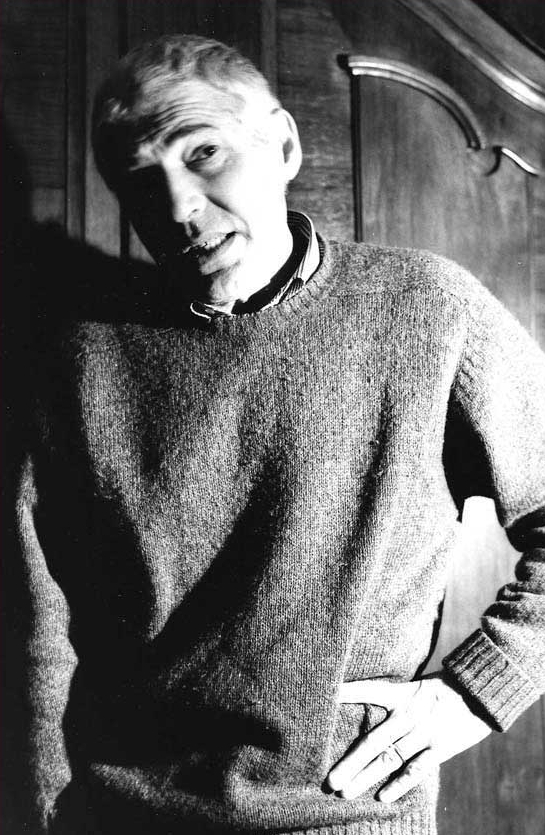
Valentina skrevs och tecknades av Guido Crepax från 1965 till 1993.

Serien många orealistiska inslag, i likhet med många andra av Guido Crepax serieberättelser. Den kännetecknas av eleganta, erotiska teckningar och många surrealistiska och drömlika inslag.
Stilen i Crepax berättelser är här, liksom i hans övriga serier, med erotiska över- och undertoner. Seriens huvudperson beskrivs som en finlemmad, vacker, sofistikerad, sensuell och komplicerad kvinna från Milano. Hon har samma frisyr och allmänna framtoning som stumfilmsstjärnan Louise Brooks och presenteras som sinnebilden av en frigjord kvinna utan tabun.

## Publikationshistorik

### Italien
Serien Valentina debuterade i serietidningen Linus andra nummer, år 1965. Tidningen startades som en av de första vuxenserietidningarna, och Guido Crepax serie skulle komma att göra honom till en av de ledande namnen i 1960-talets italienska vuxenserieutveckling. Crepax skulle utöver historierna om Valentina komma att teckna serieversioner av ett antal klassiska verk inom den erotiska litteraturen, inklusive Emmanuelle samt verk av Leopold von Sacher-Masoch och Markis de Sade.
Valentina publicerades därefter oregelbundet och i olika tidningar. De första tre åren delade Valentina huvudrollen i sin egen serie med "Neutron", en amerikansk kriminolog och konstkritiker med märkliga talanger (verkligt namn: "Philippe Rembrandt"). Från och med 1968 tog Valentina över huvudrollen i serien på egen hand, i samband med att serieepisoder publicerades i den kortlivade tidningen Ali-Baba. Därefter kom avsnitten i tidningar som Linus (återigen), Comic Art och Corto Maltese.
Den sista publiceringen skedde i nummer 118 av tidningen Corto Maltese, utgiven 1993. Guido Crepax avled tio år senare, i en ålder av 70 år.

### Översättningar och bearbetningar
Valentina har, trots sitt ofta provokativa bildinnehåll, översatts helt eller delvis till ett antal europeiska språk. Den första översättningen till franska skedde 1968 i tidningen Hara-Kiri, och därefter var serien flitigt förekommande i Charlie Mensuel. Minst fyra franska serie- elle bokförlag har tryckt samlingsvolymer av serien.
På svenska har serien publicerats av Horst Schröder, bland annat som de två serieromanerna Valentinas dagbok (1985) och Valentina ensam (1987). Andra serier av Crepax syntes under 1980-talet på svenska i Schröders månadstidning Epix.
1989 blev Valentina föremål för en TV-serie à 50-minutersavsnitt, producerad av italienska RAI. Redan 1973 producerades dock den italienska långfilmen Baba Yaga, en historia där Valentina hamnar under inflytande av en häxa (Baba Yaga).